# Principado de Lichtenberg
El Principado de Lichtenberg (en alemán: Fürstentum Lichtenberg), situado a orillas del río Nahe, fue desde 1816 un exclave alejado del Ducado de Sajonia-Coburgo-Saalfeld y desde 1826 hasta 1834 del Ducado de Sajonia-Coburgo-Gotha. Actualmente, el territorio se encuentra repartido entre el Sarre y Renania-Palatinado.

## Historia
Tras la derrota de Napoleón, el Congreso de Viena (1815) dispuso que los territorios en la margen izquierda del Rin pasasen a Baviera, Hesse y Prusia. En este contexto, el Duque de Sajonia-Coburgo-Saalfeld Ernesto I recibió en 1816 St. Wendel y Baumholder en recompensa por sus servicios como general durante las guerras napoleónicas. En un principio se llamó Señorío de Baumholder, pero por decreto del propio Duque fue nombrado Principado de Lichtenberg el 6 de marzo de 1819.
St. Wendel era la sede del gobierno y fue residencia de Luisa de Sajonia-Gotha-Altenburgo (Duquesa de Sajonia-Coburgo-Saalfeld) desde 1824 hasta su muerte en 1831.
En 1817 el territorio se dividió en tres cantones y 15 municipios.
A consecuencia de los disturbios políticos del 31 de mayo de 1834 en St. Wendel y de su alejamiento de la parte principal del ducado, el Duque lo vendió a Prusia en 1834 por una renta anual de 80.000 táleros. Gran parte de esta suma se dedicó a la ampliación de las posesiones ducales en Grein (Austria). Prusia incorporó el principado a la Provincia del Rin.